# Arcidiecéze Porto Alegre
Arcidiecéze Porto Alegre (latinsky Archidioecesis Portalegrensis in Brasilia) je římskokatolická metropolitní arcidiecéze na území Brazílie se sídlem ve městě Porto Alegre. Je součástí brazilské církevní oblasti Jih 3 (Rio Grande do Sul). Katedrálou je kostel Matky Boží P. Marie v Porto Alegre.

## Církevní provincie
Do církevní provincie Porto Alegre patří kromě metropolitní arcidiecéze 4 sufragánních diecézí:
- Diecéze Caxias do Sul
- Diecéze Montenegro
- Diecéze Novo Hamburgo
- Diecéze Osório

## Historie
V roce 1848 byla zřízena diecéze São Pedro do Rio Grande do Sul, která zahrnovala teritorium celého brazilského státu Rio Grande do Sul. Původně byla sufragánní vůči arcidiecézi São Salvador da Bahia, od roku 1892 se stala součástí provincie Rio de Janeiro. V roce 1910 z ní byly vyčleněny tři nové diecéze, byla povýšena na metropolitní arcidiecézi a dostala dnešní jméno.